# 上越新幹線
上越新幹線（日语：／ Jōetsu Shinkansen */?）是一條連結大宮站至新潟站，屬於東日本旅客鐵道（JR東日本）的高速鐵路線（新幹線）。由於所有列車都直通至東京站，旅客導覽上將由東京站至新潟站都標為「上越新幹線」。

## 概要
上越新幹線是1971年（昭和46年）根據《全國新幹線鐵道整備法》第4條第1項的規定，公布《确定开始建设新干线铁道路线基本计划》當中的3條路線之一。同年4月，完成綜合規劃後正式開工建設，本建設由日本鐵道建設公社負責興建，並於1982年（昭和58年）完成來往大宮站（位於埼玉縣大宮市，現為埼玉縣埼玉市）和新潟站（位於新潟縣新潟市）路段後正式通車啟用。當初由日本國有鐵道（國鐵）經營，在1987年完成國鐵分割民營化後由JR東日本經營。。
東京站到大宮站之間的路段雖然登記為東北新幹線，但沒有以大宮站為起點和終點的定期列車，幾乎所有的列車都是從東京站出發和到達（部分列車到達上野站）。東京站和新潟站之間的部分，包括該部分，被稱之為“上越新幹線”。大宮站和高崎站之間雖有直達北陸新幹線的列車，但由於與本線獨立運行，因此大宮站和高崎站之間的區間也被稱為“北陸新幹線”。
群馬縣與新潟縣交界處（高崎站與長岡站之間）的路段橫跨三国山脉，是日本列島的中央分水岭，所以大清水隧道等很多路段都是隧道。在屬於豪雪地帶的新潟縣，融雪設備安裝了灑水裝置，新潟縣內的車站對整個軌道和月台進行了屋頂覆蓋，以防止雪害。因此，雪對運作的影響較小。而在平原（關東平原/越後平原），大多數火車都在高架軌道上運行。
與傳統的東海道/山陽新幹線和東北新幹線的不同之處在於它是“穿越本州的新幹線”。這是第一條連接本州太平洋一側與日本海一側的新幹線，而日本海一側的各個城市與首都圈以更短的時間連接起來（具體而言，從越後湯澤站或長岡站換乘往新潟縣上越地區和富山/金澤方向列車，從新潟站換乘往新潟縣下越地區、山形縣庄內地方和秋田縣方向列車）。之後，連接日本海沿岸秋田市的秋田新幹線於1997年（平成9年）開通，使其不再是唯一一條連接太平洋一側和日本海一側的新幹線，而2015年（平成27年）北陸新幹線開通，成為上越地區與富山縣、石川縣之間交通的主體。

### 路線資料

#### 本線
- 營業主體：東日本旅客鐵道（JR東日本）
- 建設主體：日本鐵道建設公團
- 路段：大宮站－新潟站間
- 路線距離（實際距離）：269.5公里（營業距離為303.6公里）
- 軌距：1,435毫米（標準軌）
- 站數：10個（包括起終點站及上越新幹線單獨站2個）
- 複線路段：全線
- 電氣化路段：全線（交流電25,000V、50Hz）
- 保安裝置：ATC（DS-ATC）
- 車輛基地：新潟新幹線車輛中心（日语：新潟新幹線車両センター）
- 運轉指令所（日语：運転指令所）：JR東日本新幹線運行本部 綜合指令室
- 列車運行管理系統（日语：列車運行管理システム）：新幹線綜合系統（COSMOS）（日语：新幹線総合システム）
- 路線結構組合 路基 1%、橋樑 11%、高架橋 49%、隧道 39%[3]
- 最高速度：275公里/小時

#### 支線（正式為上越線一部分）
- 路段：越後湯澤站－Gala湯澤站間
- 路線距離（實際距離、營業距離）：1.8公里（兩距離相同）
- 軌距：1435毫米
- 站數：2（包括起終點站）
- 複線路段：全線
- 電氣化路段：全線（交流25,000V、50Hz）
- 保安方式：ATC（DS-ATC）
- 運轉指令所：JR東日本新幹線運行本部 綜合指令室
- 列車運行管理系統：新幹線綜合系統（COSMOS）

- 大宮站附近[注 1]：大宮支社（日语：東日本旅客鉄道大宮支社）
- 熊谷站－上毛高原站間：高崎支社（日语：東日本旅客鉄道高崎支社）
- 越後湯澤站－新潟站間、越後湯澤站－Gala湯澤站間：新潟支社（日语：東日本旅客鉄道新潟支社）

## 簡介
上越新幹線的名稱是從原有並行的在來線「上越線」而來，而「上越」兩字的由來則是由群馬縣與新潟縣的古令制國名稱ーー上野國、越後國所組成。雖然上越新幹線的正式編制路線為大宮至新潟，東京至大宮之間的直通路線屬於東北新幹線，但是一般均將東京至新潟的新幹線路線統稱為上越新幹線。
上越新幹線於1982年11月15日開始營運大宮至新潟的區間。在原本的計畫中，上越新幹線的起點為新宿，但大宮至新宿區間因為巨額的建設費用被認為不現實而被放棄。而在運轉系統中，東京至大宮的直通路段隨著北陸新幹線延伸與北海道新幹線通車變得極為擁擠 ，加上北陸新幹線延伸後旅客不再經由上越新幹線、特急「白鷹」往返首都圈與北陸地方，因此在2015年3月的時刻改正後被迫減班。
越後湯澤車站至GALA湯澤車站之間的支線僅在冬季營運，票務上則作為「在來線區間」計算。
至2023年3月17日為止，越後湯澤車站以南的路線，列車營運時速為240公里，而在越後湯澤以北最高時速僅為210公里。自2023年3月18日起，上越新幹線之客運列車統一為E7系，而大宮 - 新潟間最高速度也一併提升至275公里。此外，由於在開鑿中山隧道時，隧道內湧水異常嚴重，使得路線最後較預定的路線彎了一個大彎，因此在隧道內的時速僅為160公里。

## 歷史
1971年，上越新幹線與東北新幹線、成田新幹線同時開始施工，當初預定在五至六年內即可完工通車，但因石油危機造成經費大幅上揚，以及大清水隧道施工時的火災、中山隧道挖掘時的路線修改，造成施工期延後許多，最後在1982年11月15日開始營運。
2004年10月23日發生的新潟縣中越地震，造成新潟縣內4列新幹線列車受到損害，由於停電等各種原因而卡在軌道上動彈不得。其中，由東京出發，開往新潟的朱鷺325號200系列車當時正以時速200公里的速度，行駛至長岡車站前5公里之處，因地震的影響，10節車廂中有8節出軌，這也是自1964年10月1日東海道新幹線正式營業以來，第一次發生新幹線列車出軌的意外。
這次的地震也造成了越後湯澤至長岡之間的隧道、路線設備等的損壞，因此越後湯澤至新潟之間無法運轉。地震發生之後隨即進行了強度修補工程，包括隧道、高架等橋樑等，最後全線於2004年12月28日恢復通車，但是由於安全考量，在越後湯澤至燕三條之間為慢行區間，並另外編制了特別時刻表，東京至新潟的列車行車時間約有15分鐘的差距，而在2005年3月1日之後回復為正常時刻表。

### 年表
- 1971年11月28日：與東北新幹線、成田新幹線同時開始施工。
- 1980年11月5日：新潟車輛基地至長岡站之間開始試車。
- 1982年4月20日：在埼玉縣北足立郡伊奈町進行鋪軌完成儀式。
- 1982年11月15日：大宮至新潟站間開始營運。快速列車為朝日號，各停列車為朱鷺號。
- 1985年3月14日：上野站開始營運。
- 1987年4月1日：國鐵分割民營化，由JR東日本繼承本路線。
- 1988年3月13日：部分朝日號列車以240km/h營運。
- 1990年12月20日：Gala湯澤車站開始營運。
- 1991年6月20日：東京站開始營運。
- 1999年4月：所有车站引入自动改札机。
- 2004年：
  - 新潟新干线第一运行所更名为新潟新干线车辆中心。
  - 3月13日：本庄早稻田站開始營運。始终以240Km/h的速度开始行驶。与此同时，E2系退出定期营运。
  - 10月23日：因新潟縣中越地震造成列車出軌事故，高崎至新潟間無法行駛。地震後4小時高崎站至上毛高原站重開。
  - 10月24日：上毛高原站至越後湯澤站重開。
  - 10月30日：新潟站至燕三條站以160km/h重開。
  - 11月4日：燕三條站至長岡站重開。
  - 12月28日：全線慢速恢復通車。
- 2005年3月1日：恢復正常時刻表。
- 2012年9月28日：E1系Max列車停止定期營運，並於10月28日開出最後一班「再見E1系朱鷺號」列車，正式結束營運。
- 2013年：
  - 1月26日：E2系4编组投入上越新干线运营。
  - 3月16日：200系停止定期營運，並於4月14日開出最後一班「再見200系號」列車，正式結束營運。
- 2019年：
  - 3月16日：E7系開始在本線載客，預定於三年內取代E4系。
  - 10月12日至13日：強烈颱風哈吉貝侵襲日本本州，長野新幹線車輛中心被千曲川因大雨氾濫的洪水淹沒，而車輛中心內的E7型8列及W7型2列共10列新幹線列車亦 因淹水受損。受損車輛數量占北陸新幹線全部車輛的三分之一。受此影響，10月23日起，原配屬於新潟車輛中心的六列E7系有四列（F20、F23~F25編組）被調往北陸新幹線使用，新造列車亦優先投入該線，原預定於2020年退役的E4系則延後至2021年10月退役。
- 2021年6月：因行動電話普及率高，JR集團各公司拆除所有新幹線列車上的公用電話[12]。
- 2023年
  - 3月18日：上越新幹線之客運列車統一為E7系，大宮 - 新潟間最高速度提升至275 km/h[報道 1]。同時，「朱鷺」的臨時列車全車指定席化[13]。
  - 8月31日：JR东日本首次进行了在新潟新干线车辆中心和东京新干线车辆中心之间来回运行装有专门用于运输货物的整套列车的新干线的示范实验[14]。
- 2025年4月8日，JR東日本宣布，將於今天秋季至2026年春季在上越新幹線的新潟站與長岡站的驗票閘口實施人臉辨識系統的實證試驗[15][16][17][18]。

## 車站列表

### 本線
除起終點的大宮站與新潟站外，均設有通過線。東北新幹線所屬的上野站與東京站不設通過線。沒有設置月台閘門。
| 正式路線名                                                                                 | 中文站名 | 日文站名 | 英文站名 | 大宮起計 | 大宮起計 | 東京起計 | 東京起計 | 停車站                                                                     | 接續路線 | 所在地          | 所在地        |
| 正式路線名                                                                                 | 中文站名 | 日文站名 | 英文站名 | 營業距離 | 實際距離 | 營業距離 | 實際距離 | 停車站                                                                     | 接續路線 | 所在地          | 所在地        |
| ------------------------------------------------------------------------------------------ | -------- | -------- | -------- | -------- | -------- | -------- | -------- | -------------------------------------------------------------------------- | --- | --------------- | ------------- |
| 東北新幹線                                                                                 | 東京     |          |          | (30.3)   | (31.3)   | 0.0      | 0.0      | 全                                                                         | 東海旅客鐵道： 東海道新幹線 東日本旅客鐵道： 中央線、 山手線、 京濱東北線 東海道線、上野東京線（ 宇都宮線（東北本線）、高崎線、 常磐線（快速）） 橫須賀·總武快速線、 京葉線 東京地下鐵： 丸之內線 | 東京都          | 千代田區      |
| 東北新幹線                                                                                 | 上野     |          |          | 26.7     | 27.7     | 3.6      | 3.6      |                                                                            | 東日本旅客鐵道： 山手線、 京濱東北線 宇都宮線（東北本線）、高崎線、 常磐線（快速）、上野東京線 東京地下鐵： 銀座線、 日比谷線 京成電鐵： 本線（京成上野）                                         | 東京都          | 台東區        |
| 東北新幹線                                                                                 | 大宮     |          |          | 0.0      | 0.0      | 30.3     | 31.3     | 全                                                                         | 東日本旅客鐵道： 東北新幹線、京濱東北線 宇都宮線（東北本線）、高崎線、上野東京線、 湘南新宿線 埼京線、川越線 東武鐵道： 野田線 埼玉新都市交通：■伊奈線                                            | 埼玉縣          | 埼玉市 大宮區 |
| 上越新幹線                                                                                 | 大宮     |          |          | 0.0      | 0.0      | 30.3     | 31.3     | 全                                                                         | 東日本旅客鐵道： 東北新幹線、京濱東北線 宇都宮線（東北本線）、高崎線、上野東京線、 湘南新宿線 埼京線、川越線 東武鐵道： 野田線 埼玉新都市交通：■伊奈線                                            | 埼玉縣          | 埼玉市 大宮區 |
| 熊谷                                                                                       |          |          | 34.4     | 36.6     | 64.7     | 67.9     |          | 東日本旅客鐵道：■高崎線 秩父鐵道：■秩父本線                                | 熊谷市 | 埼玉縣          |               |
| 本庄早稻田                                                                                 |          |          | 55.7     | 57.7     | 86.0     | 89.0     |          |                                                                            | 本庄市 | 埼玉縣          |               |
| 高崎                                                                                       |          |          | 74.7     | 77.3     | 105.0    | 108.6    |          | 東日本旅客鐵道： 北陸新幹線、■高崎線、■上越線、■信越本線 上信電鐵：■上信線 | 群馬縣 | 高崎市          |               |
| 上毛高原                                                                                   |          |          | 121.3    | 119.1    | 151.6    | 150.4    |          |                                                                            | 群馬縣 | 利根郡 水上町   |               |
| 越後湯澤                                                                                   |          |          | 168.9    | 151.4    | 199.2    | 182.7    |          | 東日本旅客鐵道：Gala湯澤支線、■上越線                                      | 新潟縣 | 南魚沼郡 湯澤町 |               |
| 浦佐                                                                                       |          |          | 198.6    | 181.0    | 228.9    | 212.3    |          | 東日本旅客鐵道：■上越線                                                    | 新潟縣 | 南魚沼市        |               |
| 長岡                                                                                       |          |          | 240.3    | 213.8    | 270.6    | 245.1    |          | 東日本旅客鐵道：■信越本線                                                  | 新潟縣 | 長岡市          |               |
| 燕三條                                                                                     |          |          | 263.5    | 237.4    | 293.8    | 268.7    |          | 東日本旅客鐵道：■彌彥線                                                    | 新潟縣 | 三條市          |               |
| 新潟                                                                                       |          |          | 303.6    | 269.5    | 333.9    | 300.8    | 全       | 東日本旅客鐵道：■信越本線、■越後線、■白新線                                | 新潟縣 | 新潟市 中央區   |               |
| - 停車站…全：所有列車均會停車（2016年3月改點） - 長距離乘車券的特定都區市內 - ：東京都區內 |          |          |          |          |          |          |          |                                                                            | |                 |               |

### Gala湯澤支線（上越線）
所有車站均位於新潟縣南魚沼郡湯澤町。
| 正式路線名 | 中文站名            | 日文站名 | 越後湯澤起計營業距離 | 東京起計營業距離 | 接續路線、備註                     |
| ---------- | ------------------- | -------- | -------------------- | ---------------- | ---------------------------------- |
| 上越線     | 越後湯澤            |          | 0.0                  | 199.2            | 東日本旅客鐵道：上越新幹線、上越線 |
| 上越線     | Gala湯澤 （臨時站） |          | 1.8                  | 201.0            |                                    |

※支線的Gala湯澤站只限冬季期間營業。越後湯澤－Gala湯澤分類上屬於在來線的上越線。

### 各站構造
| 配線分類 | 2月台4線       | 2月台2線+正線                           | 2月台3線+正線    | 2月台4線+正線 |
| 站內圖   |                |                                         |                  |               |
| 車站     | 上野站・新潟站 | 本庄早稻田站・上毛高原站 浦佐站・長岡站 | 熊谷站・燕三条站 | 越後湯澤站    |

| 配線分類 | 2月台4線+正線 | 3月台6線 | 2月台4線（總站） |
| 站內圖   |               |          |                  |
| 車站     | 高崎站        | 大宮站   | 東京站           |

## 使用車輛

### 現在使用車輛

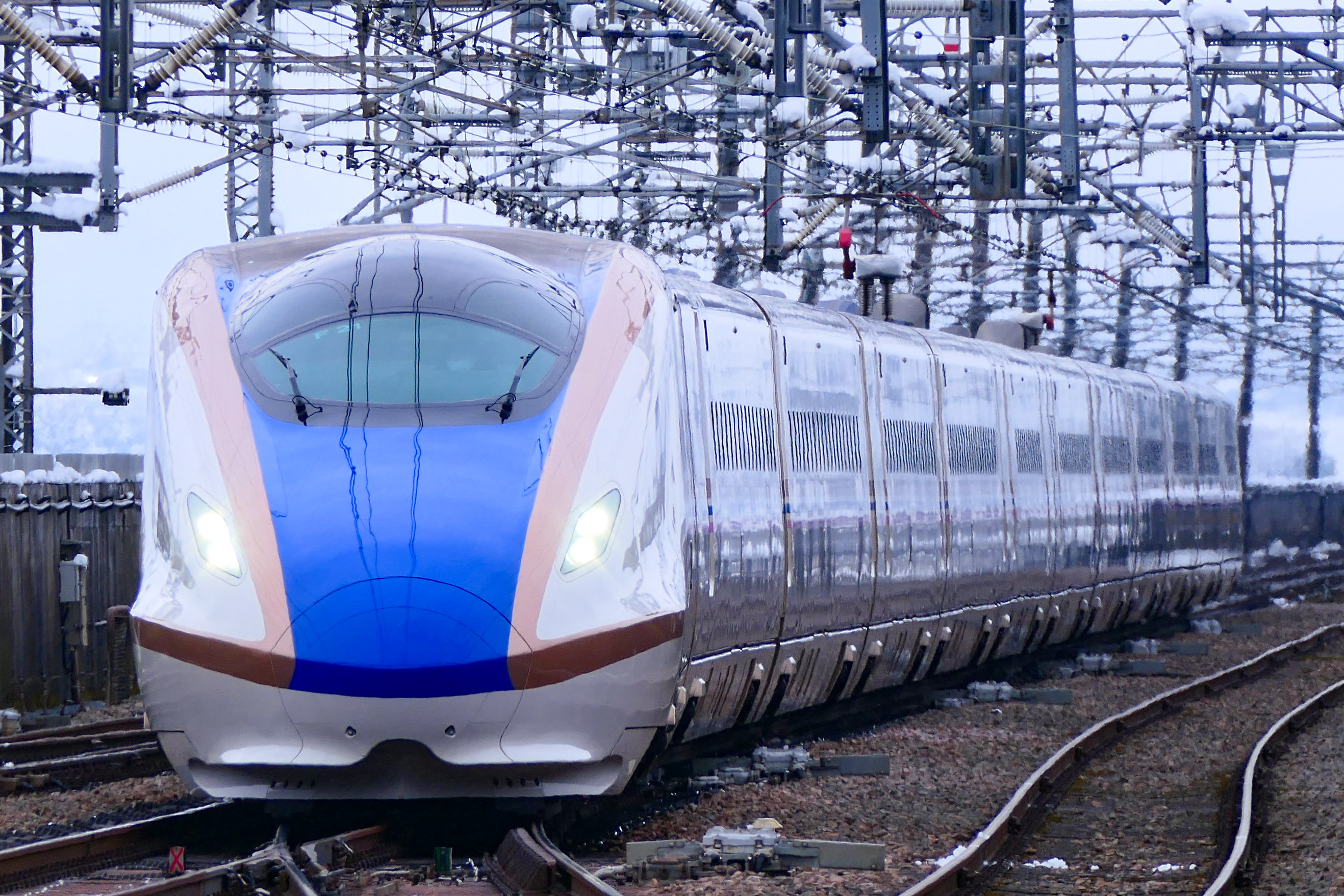
E7系（浦佐站）

- E7系F編組，12節車廂。

### 過去使用車輛
- 200系：E編組、F編組、G編組、H編組、K編組，10節車廂。2013年3月15日退出服務並退役。
- E1系：M編組，雙層12節車廂。使用E1系的列車名稱前會加上「MAX」。2012年10月28日退出服務並退役。
- E4系：P編組，雙層8節車廂。有時會兩個編組連結運行成為16節車廂。使用E4系的列車名稱前會加上「MAX」。2021年10月17日退出服務並退役。
- E3系：700番台R19編組[20]，2016年4月29日至2020年12月19日僅週六日開行的觀光列車「現美新幹線」，12月19日為最後定期運用日，12月20日開行團體紀念班次後退出營運[21][22][23][24]。
- E2系：J編組，10節車廂。於2023年3月18日改點後退出上越新幹線。

## 營運模式

### 列車種類
使用中
「朱鷺」（とき，Toki）
朱鷺號為上越新幹線的主力列車，行駛於東京至新潟間，另有越後湯澤至新潟每日一往復、平日下行長岡至新潟的各停班次。
「谷川」（たにがわ，Tanigawa）
谷川號為上越新幹線區間車，行駛於東京至高崎、越後湯澤間。當GALA湯澤滑雪場營運時，白天列車將延長行駛Gala湯澤，並加開臨時谷川號行駛東京至Gala湯澤。
已廢除
- 朝日號
- Max朝日號
- MAX朱鷺號
- MAX谷川號

### 時刻表與停靠站

#### 2024年3月16日起
以下為白天運行模式，清晨及深夜時段會有不同。
| 種別    | 東京站 發車時刻 | 東京 | 上野 | 大宮 | 熊谷 | 本庄早稻田 | 高崎 | 上毛高原 | 越後湯澤 | 浦佐 | 長岡 | 燕三條 | 新潟 | 終點站           |
| ------- | --------------- | ---- | ---- | ---- | ---- | ---------- | ---- | -------- | -------- | ---- | ---- | ------ | ---- | ---------------- |
| 朱鷺號  | 12、16分        | ●    | ●    | ●    | △    | △          | ▲    | △        | ▲        | △    | ●    | ▲      | ●    | 新潟             |
| 朱鷺號◇ | 40分            | ●    | ●    | ●    | △    | △          | ●    | △        | ●        | ▲    | ●    | ▲      | ●    | 新潟             |
| 谷川號  | 不定            | ●    | ●    | ●    | ●    | ▲          | ●    | ●        | ●        |      |      |        |      | （高崎）越後湯澤 |
| 谷川號◆ | 不定            | ●    | ●    | ●    | △    | △          | △    | →        | ●        |      |      |        |      | Gala湯澤         |

| 種別    | 始發站           | 新潟 | 燕三條 | 長岡 | 浦佐 | 越後湯澤 | 上毛高原 | 高崎 | 本庄早稻田 | 熊谷 | 大宮 | 上野 | 東京 | 東京站 到站時刻 |
| ------- | ---------------- | ---- | ------ | ---- | ---- | -------- | -------- | ---- | ---------- | ---- | ---- | ---- | ---- | --------------- |
| 朱鷺號  | 新潟             | ●    | ▲      | ●    | △    | ▲        | △        | ▲    | △          | △    | ●    | ●    | ●    | 00分            |
| 朱鷺號◇ | 新潟             | ●    | ▲      | ●    | ▲    | ●        | △        | ●    | △          | △    | ●    | ●    | ●    | 28、40分        |
| 谷川號  | 越後湯澤（高崎） |      |        |      |      | ●        | ●        | ●    | ▲          | ●    | ●    | ●    | ●    | 不定            |
| 谷川號◆ | Gala湯澤         |      |        |      |      | ●        | →        | △    | △          | △    | ●    | ●    | ●    | 不定            |

圖示

●：停車、▲：大部分列車停車、△：部分列車停車、→：通過、◇：白天每小時定期列車、◆：臨時列車
備註

1. 朱鷺號朝夕時段外每小時僅開行1班，另外每日一往返班次停僅靠東京、大宮、新潟三站（311号、312号）

2. 谷川號定期列車多數只行駛朝夕時段

3. 本庄早稻田：朝夕時段多停靠上越新幹線（谷川號、少數朱鷺號）班次、白天時段多停靠北陸新幹線（淺間號）班次